# أوسونا (إيطاليا)
اوسونا ( ميلانو : Ossòna [uˈsɔna] ) هي بلدية (بلدية) في مدينة ميتروبوليتان بميلانو في منطقة لومباردي الإيطالية ، وتقع على بعد حوالي 20 كيلومتر (12 ميل) غرب ميلانو . اعتبارًا من 31 ديسمبر 2004 ، كان عدد سكانها 3928 نسمة ومساحتها 6.0 كيلومتر مربع (2.3 ميل2) . 
بلدية أوسونا تحتوي على فرازيوني (التقسيم الفرعي) أسمونتي.
تقع أوسونا على حدود البلديات التالية: كاسوريزو و انفيرونو و ارلونو وميسيرو و ماركالو يخدع كاسون وسانتو ستيفانو تيسينو.

## روابط خارجية
- www.comunediossona.it/